# 易卜拉欣·莱希
賽義德易卜拉欣·賴索薩達蒂（波斯語：سید ابراهیم رئیس‌الساداتی；1960年12月14日—2024年5月19日），通称易卜拉欣·莱希（波斯語：ابراهیم رئیسی，發音：[ebɾɒːˈhiːm-e ræʔiːˈsiː] ⓘ），伊朗保守主义和伊朗原则主义派政治家和法基赫，他在2021年伊朗總統選舉中当选为伊朗總統。
莱希曾在伊朗的司法系统中担任过多个职位，如副首席法官（2004－2014年）、总检察长（2014－2016年）和伊朗司法總監（2019年就任）。在20世纪80年代和90年代，他还担任过德黑兰的检察官和副检察官。
莱希在2017年作为保守的伊斯兰革命力量人民阵线的候选人竞选总统，以38.3%对57%的得票率输给了温和派总统哈桑·鲁哈尼。莱希在2021年第二次參加總統選舉，以超过62%得票率勝選，接替任期届满的鲁哈尼。2024年5月19日，莱希乘坐的直升飞机在伊朗西北部東亞塞拜然省失事坠毁，次日確認遇難，終年63歲。

## 生平

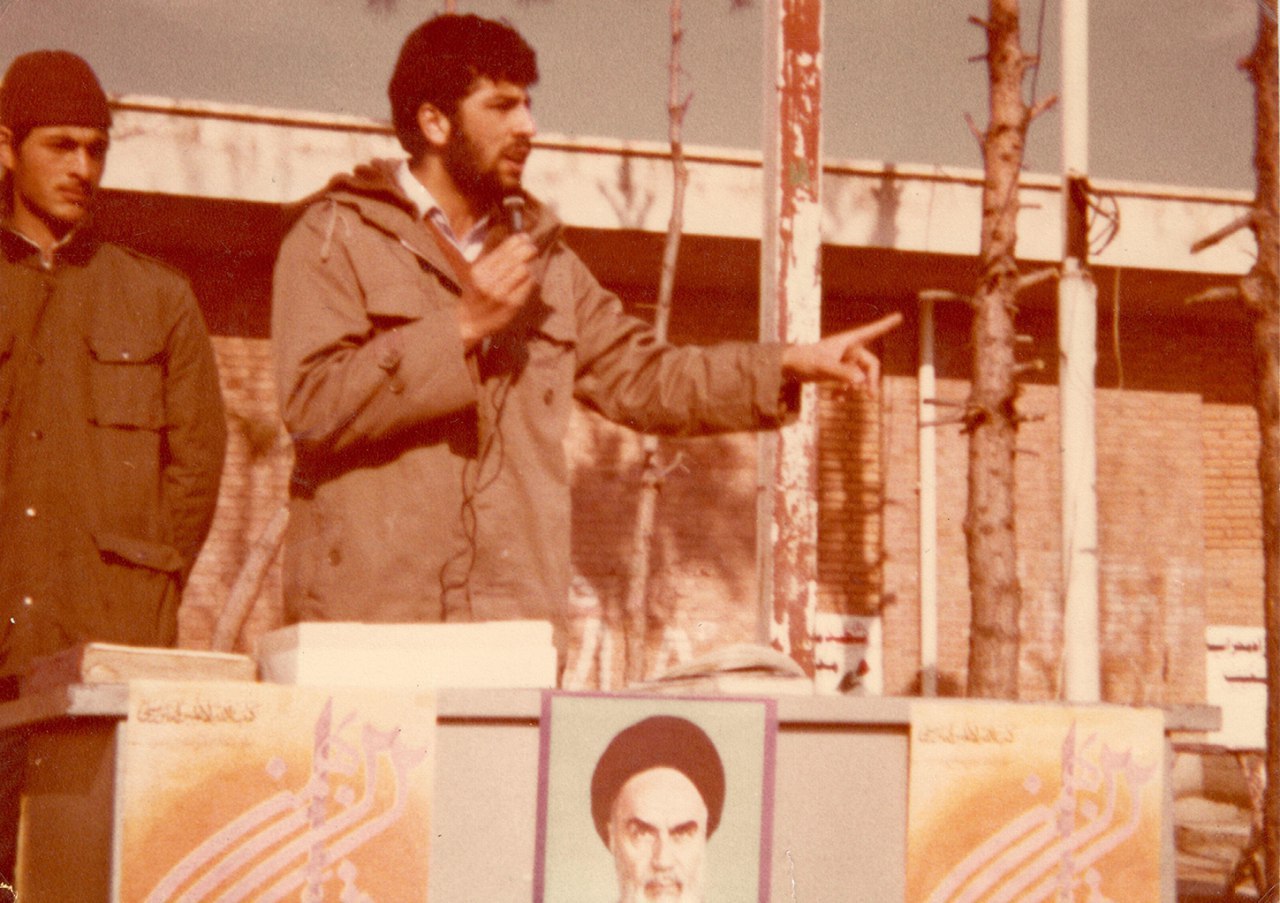
发表演讲中的莱希，摄于1980年代两伊战争时期

1960年，萊希出生於伊朗第二大城市和什叶派圣地馬什哈德。父亲是一位宗教人士，在他五歲時去世。萊希是拥有先知穆罕默德血统的圣裔，一般按照什葉派傳統佩戴象征圣裔的黑色頭巾。
15歲時，萊希前往庫姆進入什葉派神學院学习。
萊希的學生時代在德黑蘭沙希德·莫塔哈里大學繼續接受世俗教育，並在那裡獲得了伊斯蘭法學博士學位。萊希全力支持1979年伊朗伊斯蘭革命，並開始在新政權下開創自己的事業。
革命後，他加入了司法部門，並在多個城市擔任檢察官，同時接受1981年就任伊朗總統阿里·哈梅內伊的培訓。
25歲時，萊希成為德黑蘭最年輕的副檢察官之一。期間他發明了著名的“5分鐘起訴＋宣判”來判處伊朗人死刑，因而有“德黑蘭屠夫”的綽號。據信，他隨後加入了“死刑委員會”，該委員會於1988年對數千名政治犯判處死刑。他們中的許多人是「伊朗人民圣战者组织」成員，该组织是主張推翻阿亞圖拉革命政權的伊斯蘭馬克思主義者。人權组织国际特赦组织、人权观察等稱，全國有5000人被判處死刑，但這一數字尚未得到德黑蘭的官方确认。此事后来在2016 年，萊希、其他幾位司法人員以及當時的副最高領袖阿亞圖拉侯赛因-阿里·蒙塔泽里1988年會議的錄音帶被洩露。在錄音中，蒙塔澤裡將這次處決描述為“伊斯蘭共和國歷史上最大的罪行”。一年後，蒙塔澤裡失去了霍梅尼指定繼承人的地位，阿亞圖拉哈梅內伊在霍梅尼去世後成為最高領袖。
2014年，萊希成為伊朗總檢察長，並於2019年成為最高法官。
2017年，他在伊朗竞选中輸給了哈桑·魯哈尼。
2019年，阿亞圖拉哈梅內伊任命他擔任司法部門負責人的重要職位。接下來，他還當選為專家委員會副主席，該委員會由88名成員組成，負責選出下一任最高領袖。身為司法部長，萊希實施了改革，減少了該國因毒品相關犯罪而被判處死刑和執行死刑的人數。
但伊朗司法部門也繼續與安全部門合作，打擊異議人士，並以間諜罪起訴許多擁有雙重國籍或外國永久居留權的伊朗人。同時，根據川普政府的決定，他因「侵犯人權」而受到美國制裁，川普政府單方面退出了與德黑蘭的核協議。
2021年莱希进行總統選舉時，他宣稱自己「以獨立人士的身份走上舞台，以改變國家的行政管理，並與貧困、腐敗、羞辱和歧視作鬥爭」。隨後，強硬派監護委員會取消了幾位著名的溫和派和改革派候選人的資格，選舉蒙上了陰影。持不同政見者和一些改革派敦促選民抵制這次民意調查，他們抱怨說，這個過程的目的是確保萊西不會面臨激烈的競爭。他在第一輪選舉中獲得了62%的壓倒性勝利。然而，投票率略低於49%，這是自1979年革命以來總統選舉的最低紀錄。
2022年，在莱希总统任内发生了伊朗年輕女性馬赫薩·阿米娜因「不當」戴頭巾而被拘留随后死亡的事件，隨後爆發了大規模抗議活動，數百名示威者和數十名安全部隊在騷亂中死亡，全國各地發生逮捕事件，當局授權判處死刑。
2022年2月24日俄乌战争爆发後，德黑蘭成為莫斯科的主要盟友之一。
2023年3月，他的政府出人意料地同意與伊朗的死對頭、地區遜尼派強國沙烏地阿拉伯斷絕外交關係七年後，實現和解。
2022年7月19日，易卜拉欣·萊希在德黑蘭會見了俄羅斯總統弗拉基米爾·普丁。
2023年12月7日，莱希對莫斯科進行正式回訪。
2023年11月萊希首次訪問利雅德。
2024年4月13日，伊朗總統支持伊朗首次對以色列發動直接攻擊，稱其體現了「伊朗民族鋼鐵般的決心」。這是针對以色列飛彈襲擊大馬士革伊朗外交設施的回應。

## 遭美制裁
他於1985年被任命爲德黑蘭市副檢察官（معاون دادستان），與另外三人被伊朗反對派與歐美政治界合稱「起诉委员会」、「四人委員會」或「死亡委員會」，該委員會被認爲在1988年伊朗政治犯處決中負有責任。根据13876号行政命令，他是美国外國資產控制辦公室的制裁對象。同時他也被一眾跨国人权组织機構与一部分联合国特别报告员指责“犯有危害人类罪”。

## 坠机事故
2024年5月19日，萊希乘坐的一架直升機在伊朗西北部的東亞塞拜然省“硬著陸”，外交部長阿卜杜拉希扬亦都在同一架直昇機內。该消息得到伊朗内政部证实。
伊朗梅爾通訊社報道稱，萊希在直升機硬著陸中沒有受傷。據該媒體報道，總統和其他乘客乘車前往東亞塞拜然省的大不里士。該機構後來從其材料中刪除了這項資訊。
2024年5月20日，一位不願透露姓名的伊朗高級官員告訴路透社：「總統萊希、外交部長以及直升機上的所有乘客都在墜機事件中喪生」。同日，伊朗紅新月會發布的影片截圖顯示，直升機殘骸嚴重損毀，該直昇機是加拿大貝爾德事隆直升機公司在1971年推出，同款直昇機曾經被美國和加拿大軍方廣泛使用。当日中午，莱希和其他遇难者的遗体被运往了大不里士公墓，伊朗内阁发表了声明，向他们表示哀悼，并召开了紧急会议。在紧急会议上，莱西的位置空了出来，桌子上摆放着他的照片，椅背上环有一条黑色缎带。美国、以色列等国表示与此次事故无关，同时其他多国（组织）向伊朗致哀。
莱希之死在伊朗公众中引发了不同的反应，有人哀悼，也有人庆祝。伊朗警察已警告任何公开为莱希之死而喜悦的人都将面临起诉。
2024年5月20日，伊朗共和國副總統穆赫森·曼蘇里宣布，萊希的告別儀式將首先在大不里士舉行，然後總統的遺體將被送往庫姆、德黑蘭、比爾詹德，最後才送往馬什哈德，並于当地23日晚上在伊瑪目禮薩陵墓舉行葬礼。有40多个国家的高级代表团來到德黑兰参加萊希遗体告别仪式。超过300万民众上街游行为其送行。
萊希生前與哈梅內伊關係密切，被外界廣泛認為是最高領袖接班人選之一。事後有評論認為，萊希之死打亂了原有的接班計劃，將會導致權力真空，引發各種權鬥。在他死後，外界認為哈梅內伊的兒子穆傑塔巴將是熱門繼承人選之一。

## 评价
美国等西方国家的媒体和NGO认为莱希是政治斗争中残忍的刽子手、不利于世界和平的邪恶领袖和与文明世界逆行的宗教代表。但部分伊朗人认为莱希尊重本国民众传统宗教观念、改革国家的行政管理体系、反对买办政府推行西方化和世俗化，并与贫穷、腐败、羞辱与歧视作斗争，并努力争取伊朗作为“非西方大国”崛起、反对西方干涉中东国家事务，促进了与邻国的和平互助与交往、恢复了与沙特阿拉伯中断7年的外交关系，受到伊朗民众的广泛支持。

## 个人生活
萊希的私生活公开甚少，只知道他的妻子賈米勒（Jamileh）在德黑蘭沙希德·贝赫什提大学任教，並且二人有兩個已成年的女兒。他的岳父是阿亞圖拉·艾哈邁德·阿莫勒霍達（Ayatollah Ahmad Alamolhoda），是馬什哈德最为強硬的周五聚礼拜伊玛目。